# Secció de bàsquet del Club Esportiu Europa
La secció de bàsquet del Club Esportiu Europa va ser una secció esportiva del Club Esportiu Europa, dedicada a la pràctica del basquetbol. Fundada el 1922, va jugar el primer partit de bàsquet oficial a Espanya i va guanyar els campionats nacionals del 1924 i el 1926, convertint-se en un dels equips pioners en tot l'Estat. La secció de bàsquet, juntament a totes les altres seccions esportives excepte la de futbol, va desaparèixer l'any 1931 després d'una greu crisi al Club.
El 8 de desembre de 1922, el CE Europa juntament amb el Laietà Basket Club, van ser els amfitrions del que seria el primer partit de bàsquet disputat a Espanya.
El partit, jugat al Camp del Carrer de Sicília de l'Europa, va captar l'interès de molta gent que desconeixia l'existència aquest nou esport importat dels Estats Units. L'equip europeista va imposar-se al Laietà per 8 a 2. El CE Europa va ser un dels millors equips de bàsquet de Catalunya durant els anys 20, guanyant el Campionat de Catalunya en dues ocasions (1924 i 1926).
Als anys 20, el CE Europa era el segon club de Catalunya amb més socis, uns 6.000, per darrere només del FC Barcelona i era una entitat netament poliesportiva amb seccions de futbol, atletisme, rugbi, bàsquet i hoquei.
Cent anys després de la creació de la secció de bàsquet del CE Europa i el partit històric contra el Laietà BC, es va commemorar la història de la secció de bàsquet del club a través d'un documental i un llibre.

## Història

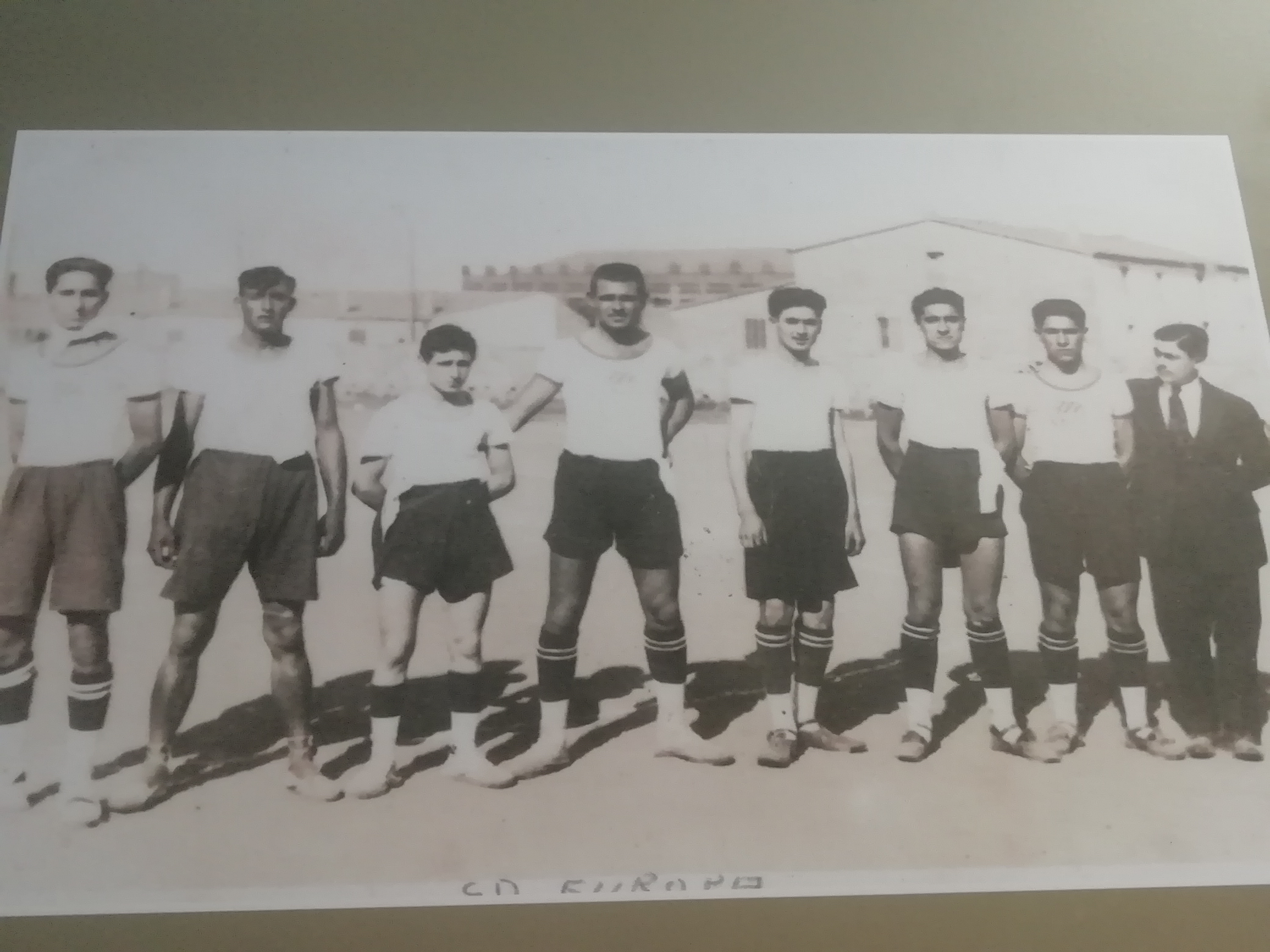
Equip de basquetbol del CE Europa durant els anys vint.

### Orígens, anys daurats i dissolució (1922-1931)
A principis de la dècada dels anys 20 del segle passat, la societat catalana va experimentar un creixent interès per l'esport, tant pel que fa a la seva pràctica com el fet d'anar a veure grans espectacles esportius. Un dels esports que van començar a caminar en aquestes dates va ser el bàsquet. L'esport de la cistella va ser introduït pel pare Eusebi Millan, que l'havia descobert durant la seva estància a Cuba. Després d'un període d'aprenentatge de les regles bàsiques del joc, el pare Millan va aconseguir concertar el primer partit de bàsquet pel dia 8 de desembre de 1922, i els dos equips que el jugarien eren el Laietà Basket Club i el Club Esportiu Europa. Els graciencs van guanyar aquest primer partit per un resultat de 8-2, i els jugadors europeistes que hi van actuar van ser Pérez, Julià, Barquens, Xavier, Palom, Brunet i García, l'entrenador era el senyor Boris Catalán.
Malgrat tot, aquest bàsquet que es jugava era molt diferent del que ens arribat fins als nostres dies: es jugava en camps de futbol i a les porteries s’hi lligava les cistelles, i jugaven set jugadors per equip (fins al 1927 no van jugar cinc). De la mateixa manera, es pot comprovar l'amateurisme de l'esport en aquesta primera alineació, ja que hi figuren dos jugadors del primer equip de futbol de l'Europa (Xavier i Julià) i un de la secció d'atletisme del club, Barquens.
De totes maneres aquesta primera experiència va resultar tant positiva, que l'Europa, juntament amb les Escoles Franceses van considerar la possibilitat de disputar un Campionat de Catalunya. Així doncs, l'abril de 1923, donaria inici el primer Campionat de Catalunya de bàsquet amb els següents equips: American Stars, Barcelona, Catalunya, Espanyol, Europa, La France, Laietà i Patrie. Els equips del Barcelona i el Espanyol no tenien res a veure amb els seus homòlegs futbolístics, ja que van ser equips confeccionats pel pare Millán amb alumnes del seu col·legi. El FC Barcelona entraria en el 1926 i el RCD Espanyol, uns anys més tard. El campió d'aquest primer campionat va ser el Patrie.
A l'any següent, el 1924, l'Europa es proclamaria campió de Catalunya, després de derrotar l'FC Martinenc per 14-9. L'equip de l'Europa el formaven: Moncho, Compte, Lagarriga, Font, Ribas i Palom. Degut al creixent èxit, el tercer campionat de Catalunya els equips es van dividir en dos grups: en el grup A hi van participar l'Atlètic Bricall, FC Martinenc, CE Europa, UE Sants, US Laietà i Patrie. I en el grup B el CADCI, el Tiberghien i la AE Tagamanent. La plantilla de l'Europa d'aquesta temporada la formaven Arau, Comas, Font, Garcia, Lagarriga, Monjo, Palom i Ribas. El títol va ser pel FC Martinenc.
Finalment, l'any 1926 l'Europa es torna a proclamar, per segona vegada, campió de Catalunya, vencent un altre cop al FC Martinenc a la final. Els jugadors d'aquella temporada van ser els següents: Cisco, Brunet, Lagarriga, Moncho, García, Ribas, Palom, Font i Comas. Al desembre de 1927, el club habilita unes pistes de bàsquet exclusives per la practica d'aquest esport i adequades a les noves normes. El 20 d'octubre de 1928, l'Europa inaugura unes noves pistes de bàsquet encara més modernes i de més capacitat que les anteriors.

El bàsquet anava creixent poc a poc i noves normes i nous equips entraven en competició, tot això va fer que l'Europa anés perdent potencial i que unit a la incipient mala situació econòmica del Club va fer que finalment amb la crisi del 1931, la secció desaparegué.

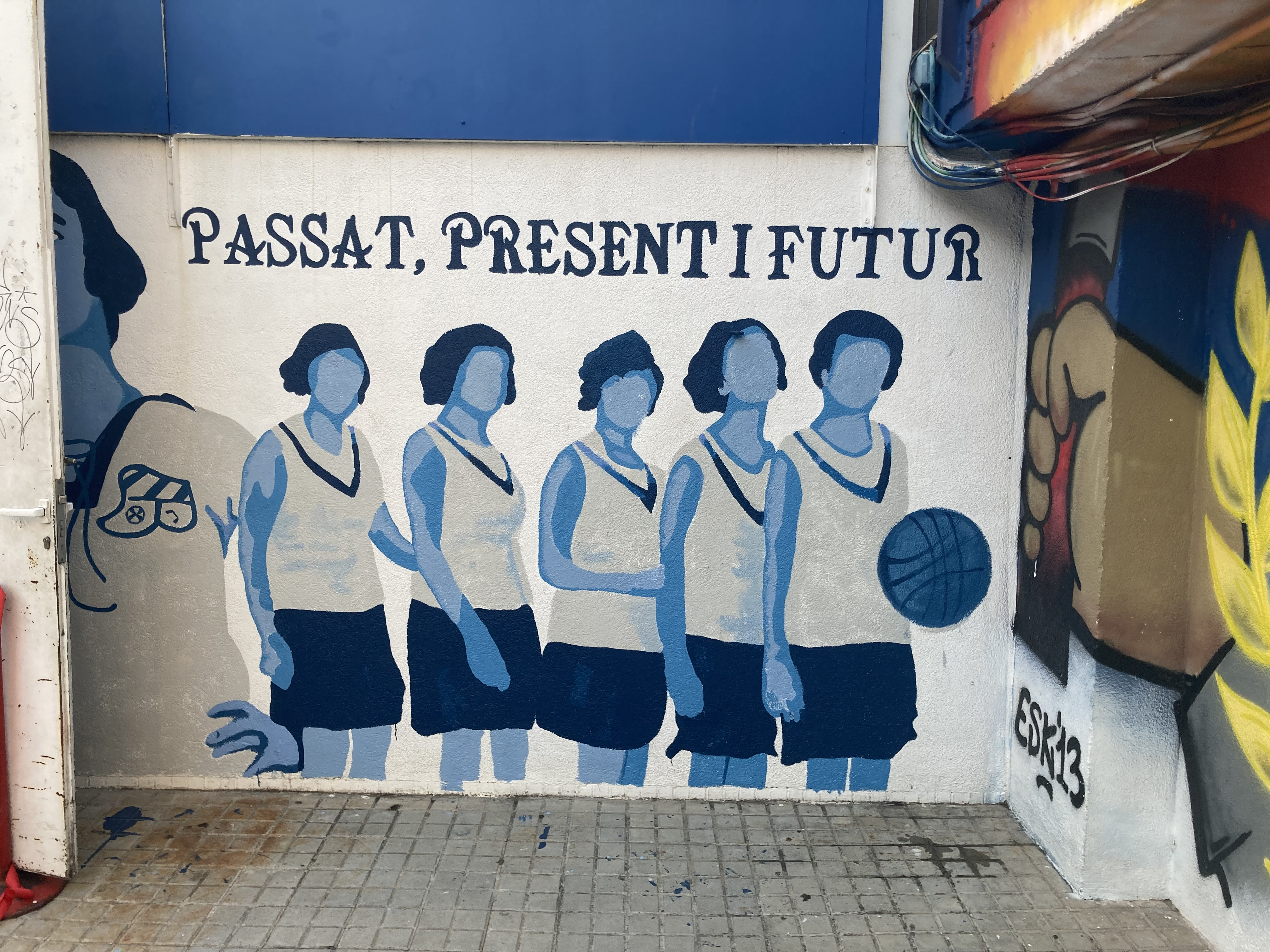
Un homenatge en la forma d'un mural a les dones que jugaven a bàsquet al CE Europa, inspirat en una fotografia del 1929, al Nou Sardenya.

### Equip femení (1929-1930)
Durant la celebració de l'Exposició Internacional de Barcelona l'any 1929, l'Europa va formar un equip femení que hi podia participar. Les jugadores eren Maria Lluïsa Doallo, Dolors Martínez, Maria Navarro, Josefa Roca i Àngela Martínez. Van guanyar el seu primer partit 18-0 contra el Tiberghien, però acabarien finalitzant al tercer lloc del torneig celebrat l'any 1930. No hi ha constància de la celebració de més partits de l'equip femení després d'aquesta competició.

### Recuperant la secció de bàsquet (2007-2009)
No seria fins al segle XXI, específicament al 2007, any del centenari del club, que l'Europa tornaria a recuperar la desapareguda secció de bàsquet, amb Joan Padró d'entrenador. L'any 2008, l'equip escapulat, que jugava els seus partits a la Creueta del Coll, assoliria l'ascens a la Segona Catalana de bàsquet. Tanmateix, la renovada secció de bàsquet no va durar gaire temps competint i es va haver de dissoldre cap al 2009.

### Secció d'esport electrònic (2021-)
L'any 2021, l'Europa va estrenar una nova subsecció dins la seva secció d'esport electrònic: el bàsquet virtual. L'equip competeix als videojocs de la sèrie NBA 2K de la PlayStation 5 en la modalitat ProAm.

## Dades del Club

### Trajectòria esportiva en el Campionat de Catalunya
- 1923: Campionat de Catalunya: -
- 1924: Campionat de Catalunya: 1r
- 1925: Campionat de Catalunya: 2n
- 1926: Campionat de Catalunya: 1r
- 1927: Campionat de Catalunya: 3r
- 1928: Campionat de Catalunya: 4t
- 1929: Campionat de Catalunya: 6è
- 1930: Campionat de Catalunya: 5è
- 1931: Campionat de Catalunya: 3r

### Palmarès
- Campionat de Catalunya de bàsquet (2): 1924 i 1926[21]